# エウォカトゥス
エウォカトゥス（羅：Evocatus、複数形：Evocati）とは、古代ローマの軍の階級。有事には執政官（コンスル）または他の将校の要望より兵役の除隊後にも自発的に手続きを取り、司令官の要請があった際に再び兵士として軍に戻ることを選んだ者たちのことをいう。現在で言えば予備役に近い。
エウォカトゥスとなる者は、重要な軍組織においてどの時代にもある程度は存在していたが、とくに人気が高い司令官配下の退役兵の場合、多数のエウォカトゥスの手続きを取る者が続出した。エウォカトゥスには野営地の設置・道路整備などの厳しい肉体労働が免除されており、また現役の軍団兵よりも階級として上であった。また記録ではしばしば彼らは騎士階級（エクィテス）と混在して書かれていること、またエウォカトゥスは百人隊長として軍に戻っていることが多かったようで、しばしば百人隊長と同様の階級であるかのように考えられていた。
またポンペイウスは自分の指揮下で戦い退役したエウォカトゥスに対して百人隊長の待遇で復役させようと説得し －全ての者が約束どおりの待遇で戦うことはかなわなかったが－ルビコン川を越えてきたカエサルの軍を迎え撃とうとしている。またキケロはエウォカトゥスになった元士官には「予備役士官」（プラエフェクトゥス・エウォカトルム、羅：Praefectus Evocatorum）という長官職が与えられたことを示唆している。
のちの時代になると「エウォカトゥス」という名は変わった形で登場する。ドミティアヌスの治世には皇帝の寝室の警護をする者を「エウォカトゥス」と呼び、若いエクィテス階級の者の中で選ばれた者が任命され、後にまで存続した。のちの時代の記録によるとこの寝室警護の役職は「エウォカティ・アウグスティ」（羅：Evocati Augusti）と呼ばれたらしい。